# Rhaphuma pieli
Rhaphuma pieli là một loài bọ cánh cứng trong họ Cerambycidae.